# Cyrk lodowcowy

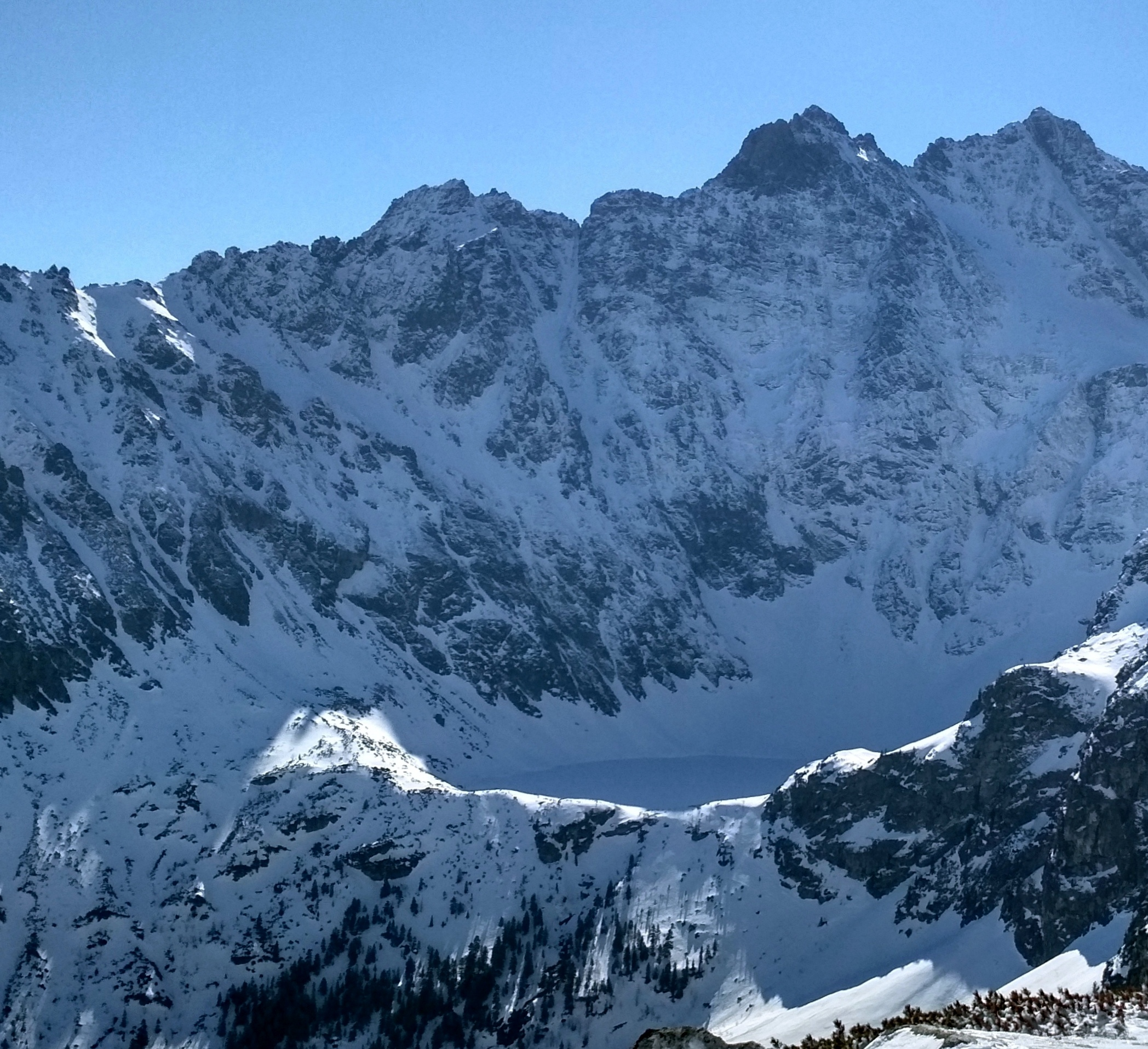
Czarnostawiański Kocioł

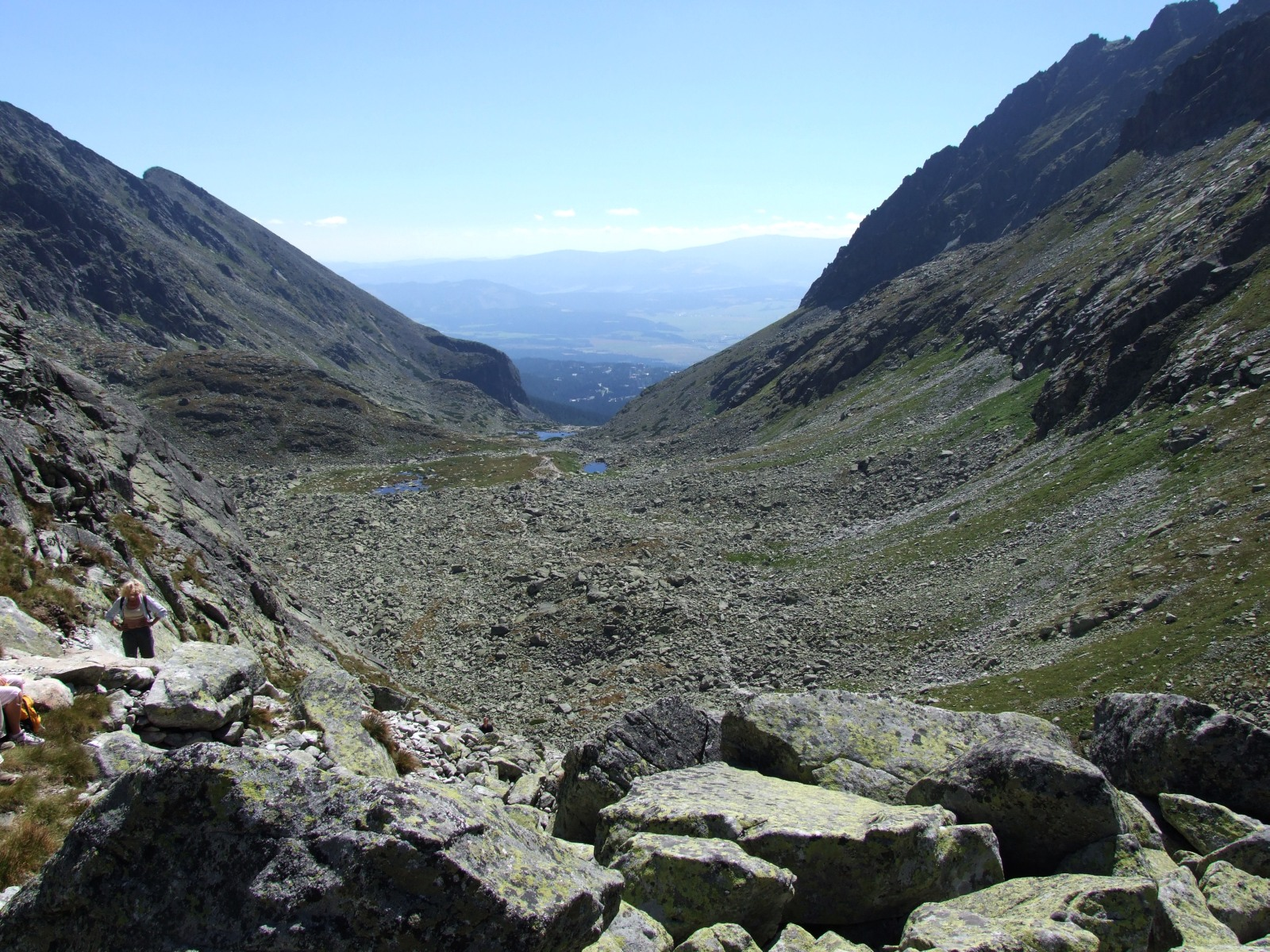
Kocioł lodowcowy w górnym piętrze Doliny Młynickiej

Cyrk lodowcowy (kar, kocioł lodowcowy) – półkuliste lub owalne zagłębienie otoczone z trzech stron stromymi stokami (ścianami), a z czwartej ryglem skalnym.
Powstaje powyżej granicy wiecznego śniegu w wyniku erozyjnej działalności lodowca górskiego. Dno cyrku lodowcowego może być przegłębione, nachylone, schodowe lub płaskie. Cyrk lodowcowy po ustąpieniu lodowca często zostaje zajęty przez jezioro cyrkowe. Cyrk lodowcowy ma najczęściej kształt misy.
Pierwotnymi formami, w których rozpoczyna się gromadzenie śniegu i powstawanie pól firnowych, są leje krasowe lub źródliskowe, nisze osuwiskowe, płaskie odcinki górnych części dolin. Pod wpływem rosnącego ciśnienia gromadzącego się śniegu, jego dolne warstwy zamieniają się w firn, a następnie lód lodowcowy. Stale rosnące ciśnienie mas śniegu powoduje wyciskanie lodu lodowcowego w kierunku doliny. Wyciskanie jest połączone z szorowaniem podłoża za pomocą przymarzniętego do spągu mas firnowych materiału skalnego. Ta erozyjna działalność lodowca górskiego doprowadza początkowo do zrównania, a następnie przegłębienia doliny i powstania cyrku lodowcowego. Słabiej wykształcone kotły nie posiadają rygla skalnego. Jeszcze słabiej przeobrażony przez lodowiec górny fragment doliny nosi nazwę niszy niwalnej.
W Polsce kotły polodowcowe występują w Tatrach i Karkonoszach. Mniej wyraźne nisze niwalne znajdują się na Babiej Górze i Śnieżniku.